# QRA
Pour les articles homonymes, voir QRA (homonymie).
QRA est un code, qui signifie « Quel est le nom de votre station ? » selon le code Q. 
En usage radioamateur français, il équivaut à « maison ».
Il peut cependant avoir un usage différent dans d’autres pays.